# Eupsilia rufescens
Eupsilia rufescens là một loài bướm đêm trong họ Noctuidae.